# Hirmerbach
Der Hirmerbach (kroat. Hirmanski potok) ist ein Gewässer im Burgenland in Österreich. Er ist ein linksseitiger und zugleich der größte Zubringer zur Wulka. Der mit dem Edlesbach rund 20 km lange Bachlauf trägt seine Bezeichnung erst ab dem Zusammenfluss von Erlbach und Edlesbach bei Sigleß. Beide Bäche entfließen dem Rosaliengebirge und haben ihr Quellgebiet im Raum Wiesen. Nachdem der Hirmerbach die Gemeinden Krensdorf und Hirm durchquert hat, mündet er in Wulkaprodersdorf (Vulkaprodrštof) in die Wulka. Sein größter Zubringer ist der Sulzbach.